# 怪僧ラスプーチン (1954年の映画)
『怪僧ラスプーチン』（かいそうラスプーチン、フランス語: Raspoutine、英語: Raspoutin）は、1954年に制作されたフランス・イタリア合作の歴史ドラマ映画。
ジョルジュ・コンブレが監督し、ピエール・ブラッスール、イザ・ミランダ、ルネ・フォールが主演した。この作品は、ロシア帝国の僧侶で、宮廷人であったグリゴリー・ラスプーチンの出世と破滅を描いたものである。
映画のセットは、美術監督ジャン・ドワリヌーがデザインした。

## あらすじ
西シベリアに生れたグレゴリー・イフィモヴィッチは、神がかりの言動で知られるようになり、ラスプーチンと通称されるようになった。やがて彼は、肉体の享楽を通して魂が浄化されると唱え、女性たちと公然と淫らな行為に及ぶようになった。やがて彼を信奉するイグナチェフ公爵夫人に紹介されてロシア帝国の宮廷に入ったラスプーチンは、皇太子の重病を快癒させる奇跡を起こして皇帝一家の信頼を得るに至る。...

## キャスト
- ピエール・ブラッスール - ラスプーチン (Raspoutine)
- イザ・ミランダ - 皇后 (Tzarine)
- ロベール・ビュルニエ（英語版） - 皇帝 (Tzar)
- ミシュリーヌ・フランセイ（英語版） - プラスコヴァ (Prascova)
- ルネ・フォール - ヴェラ (Vera)
- ミリー・ヴィターレ（英語版） - ラウラ (Laura)
- ジャック・ベルティエ（英語版） - ユーリ (Youri)
- クロード・レーデュ（英語版） - アレクサンドル (Alexandre)
- ドニーズ・グレー（英語版） - 公爵夫人 (La Duchesse)